# Bahnhof Quakenbrück

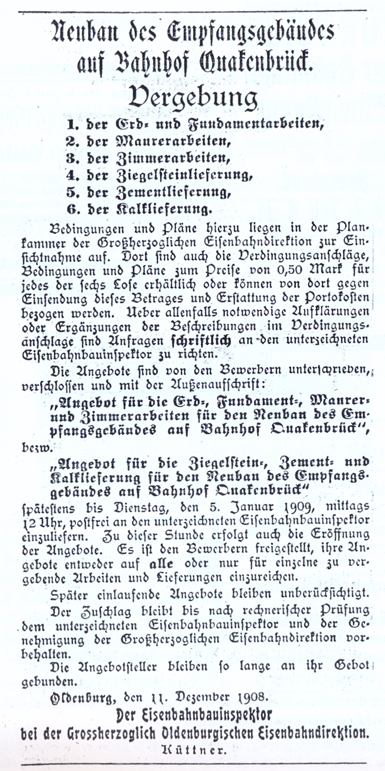
1908: Ausschreibung zum Neubau

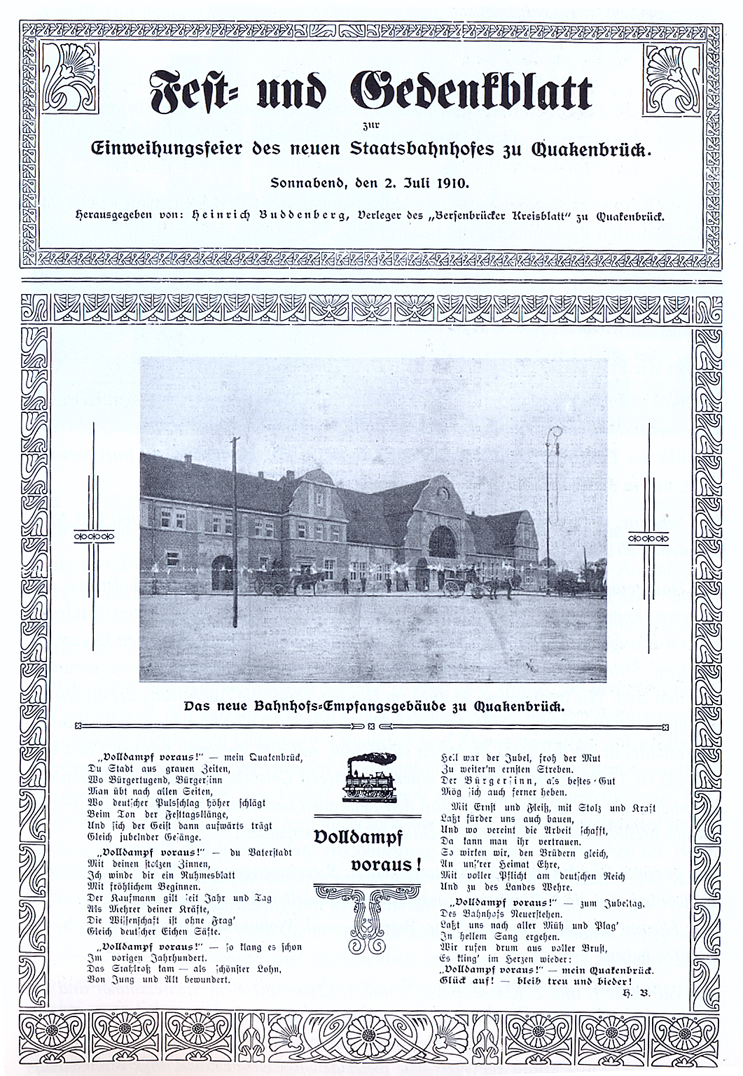
Fest- und Gedenkblatt zur Einweihungsfeier vom 2. Juli 1910

Der Bahnhof Quakenbrück ist ein Bahnhof der Deutschen Bahn im niedersächsischen Quakenbrück.
Der Bahnhof liegt an der eingleisigen Hauptbahn Oldenburg–Osnabrück, die auch „Oldenburger Südbahn“ genannt wird. Er erstreckt sich von km 61,882 bis km 63,896 der Hauptbahn und von km 164,227 bis km 165,340 der stillgelegten Nebenbahn Oberhausen–Rheine–Quakenbrück.
Seit der Privatisierung der Deutschen Bundesbahn mit Überführung in die Deutsche Bahn AG zum 1. Januar 1994 wurde der Bahnhof Quakenbrück, der bis dahin mit den angeschlossenen Bahnhöfen Badbergen und Essen (Oldenburg) eine selbständige Dienststelle war, dem Betriebsbezirk Oldenburg unterstellt.

## Geschichte

### Planungsjahre
Bereits wenige Jahre nach der Inbetriebnahme der ersten deutschen Eisenbahn auf der Strecke von Nürnberg nach Fürth im Jahr 1835 gab es die ersten Überlegungen, den Kreis Bersenbrück durch die Eisenbahn zu erschließen. Die Idee zum Bau dieser Linie hatte der Oldenburger Baurat Lasius, der 1849 eine Linienführung über Damme vorschlug, die sich jedoch als zu schwierig zu realisieren herausstellte.
Die Oldenburger Südbahn der Großherzoglich Oldenburgischen Eisenbahn (GOE) führte von Oldenburg nach Osnabrück und war die längste Strecke des Herzogtums. Überlegungen zum Bau einer Eisenbahnlinie im Bereich Quakenbrück gehen bis ins Jahr 1850 zurück, als in Quakenbrück ein Eisenbahn-Komitee gegründet wurde, das sich für eine Eisenbahnlinie über Bramsche, Bersenbrück und Quakenbrück einsetzte und an dessen Spitze die Postmeister Eichmeyer und Wedemeyer sowie später Kommerzienrat Anthon Christian Schröder standen. Letzterer leitete die Verhandlungen mit der Großherzoglich Oldenburgischen Regierung in die Wege.
Zu der Gründung des Komitees kam es, als am 12. April 1850 vor dem Quakenbrücker Rathaus eine öffentliche Versammlung abgehalten wurde, in der der Bau der Eisenbahnlinie gefordert wurde, da die Stadt als „einziges Communificationsmittel eine in schlechtem Zustande befindliche Chaussee“ besitze und die Einrichtung einer Eisenbahn daher dringlich sei. Seitens Bramsche wurden die Bestrebungen unterstützt. Der dortige Magistrat führte aus:
„Dieser Ort (Bramsche) steht in seiner Bedeutung fast einzig da. Er betreibt Leinengeschäfte, in einem solchen Umfange, daß Kenner der Verhältnisse behaupten, ein Drittel des hannoverschen Leinenexports werde von Bramsche aus vermittelt.“
Auch die Gemeinden Vehs und Gehrde hatten die Zeichen der Zeit erkannt und sprachen sich für eine Eisenbahnlinie über Bramsche, Bersenbrück und Quakenbrück aus. Twelbeck, der Gehrder Gemeindevorsteher erklärte in seinem Aufruf:
„Sollte der einzelne einen kleinen Verlust erleiden, nun, so darf eine allgemein segensreich wirkende Wohltat nicht unterbleiben, und wird auch dem einzelnen auf andere Weise wieder Erwerb zufallen.“
Twelbeck hatte allen Grund zu dieser Mahnung, denn viele Einwohner lehnten den Bau einer Eisenbahnlinie ab. Manche Bauern waren nicht bereit, Grund und Boden abzutreten, andere befürchteten eine Verwüstung der bestehenden Wirtschaftswege durch die Bauarbeiten oder Gefahr für „Sitte und Moral“. Wieder andere warnten vor gesundheitlichen Schäden oder wiesen auf die Erfahrung hin, nach der in Kriegszeiten eine Lage abseits von Verkehrswegen besondere Vorteile biete und beutelüsternes Militär fernhalte.
Jahrelang kam das Vorhaben über theoretische Erörterungen nicht hinaus, und allmählich schwand das Interesse. Neuen Auftrieb erhielt der Plan durch die Initiative von Freiherr Ernst von Hammerstein zu Loxten. In einer am 18. Februar 1856 in Bersenbrück abgehaltenen Versammlung teilte er mit, dass in Quakenbrück erneut ein „Komitee“ entstanden sei,
„… um dahin zu wirken, dass die in Aussicht gestellte Eisenbahn von Osnabrück über Oldenburg nach dem Jadebusen über Quakenbrück gebaut werde.“
Der Vorschlag wurde zwar angenommen, doch wurde der Versuch unternommen, die Trassenführung von Lingen über Fürstenau nach Bramsche führen zu lassen. Bei der damaligen Kleinstaaterei war es nicht einfach, die Interessen untereinander abzustimmen. Lokal- und regionalpolitische Streitigkeiten um die Streckenführung verzögerten eine Einigung noch für viele Jahre. Die wachsende Ungeduld der Bevölkerung äußerte sich bei einem Besuch von König Georg V. von Hannover in Quakenbrück am 10. September 1862. An einem Haus der Langen Straße, die der König passierte, prangte ein Schild mit folgendem Vers:

„Willkommen Georg V. geliebter König.

Schau an dir Quakenbrück ein wenig!

Die Stadt, Klein-Bremen früher genannt,

War ehedem durch Handel berühmt und weltbekannt.

Ew. Majetstät können vieles tun,

Zu verhelfen unsrer Stadt zum alten Ruhm.

Gewiß alles besser verliefe,

Hätten wir Bahn und Lokjomotive

Dazu, oh du Stolz der Welfen,

Wolltest recht bald uns verhelfen!“

Gleichwohl dauerte es noch Jahre, bis die Linienführung festgelegt und die Oldenburgische Staatsbahn genehmigt war, in deren Verlauf sich die Hoffnung entwickelte, die damals geplante Strecke Paris–Hamburg möge über diese Landesteile gebaut werden.

### Bau der Strecke
1868 begann die Köln-Mindener Eisenbahn-Gesellschaft mit dem Bau der Paris-Hamburg-Bahn, doch mit einer Führung über Ostercappeln und Diepholz. Darauf beschloss der oldenburgische Landtag 1870 den Bau der Oldenburgischen Südbahn bis Quakenbrück und 1871 den Bau der Gesamtstrecke bis Osnabrück. Ebenso 1871 später richtete Kommerzienrat Schröder eine Petition an die preußische Regierung in Berlin mit der Bitte um Erteilung einer Bahnbau-Konzession. Der erste Spatenstich wurde 1873 getan. Am 17. April 1875 traf der erste Zug auf der Hengelage bei Quakenbrück ein, wo die Strecke vorläufig endete und wo am Gasthof Imbusch ein provisorischer Bahnhof eingerichtet wurde. Am 15. Oktober 1875 fand die offizielle Eröffnung des Teilstücks Oldenburg–Quakenbrück statt, die Arbeiten in Richtung Osnabrück wurden 1876 abgeschlossen. Am 15. Oktober 1876 wurde diese Strecke offiziell eröffnet.
Am 1. Juli 1879 wurde die Strecke Quakenbrück–Rheine in Betrieb genommen, am 1. Juli 1888 die Strecke Essen–Löningen, am 1. Juni 1904 die Inbetriebnahme der Kleinbahn Lingen–Berge–Quakenbrück und am 1. September 1907 die Inbetriebnahme der Gesamtstrecke Quakenbrück–Meppen. Der Plan, Quakenbrück auch mit dem westlich gelegenen Dinklage mit einer Eisenbahnlinie zu verbinden, wurde nie verwirklicht.
Am 10. April 1945 wurde Quakenbrück von alliierten Truppen besetzt; bereits am 18. Mai 1945 konnte wieder der erste Zug in Richtung Osnabrück abgelassen werden. Wenige Tage später wurde auch eine provisorische Linie Quakenbrück–Spelle aufgenommen.
In den 1960er Jahren besorgten auf den Strecken Oldenburg–Quakenbrück–Osnabrück und Quakenbrück–Rheine täglich 52 Reisezüge, darunter acht Eilzüge, sowie eine Reihe von Sonderzügen den Reiseverkehr. Der Güterverkehr wurde durch 38 tägliche Güterzüge und durchschnittlich sechs Sondergüterzüge bedient. Rangierdienstlich wurden im Tagesdurchschnitt 200 bis 250 Wagen behandelt.

### Bahnhofsgebäude

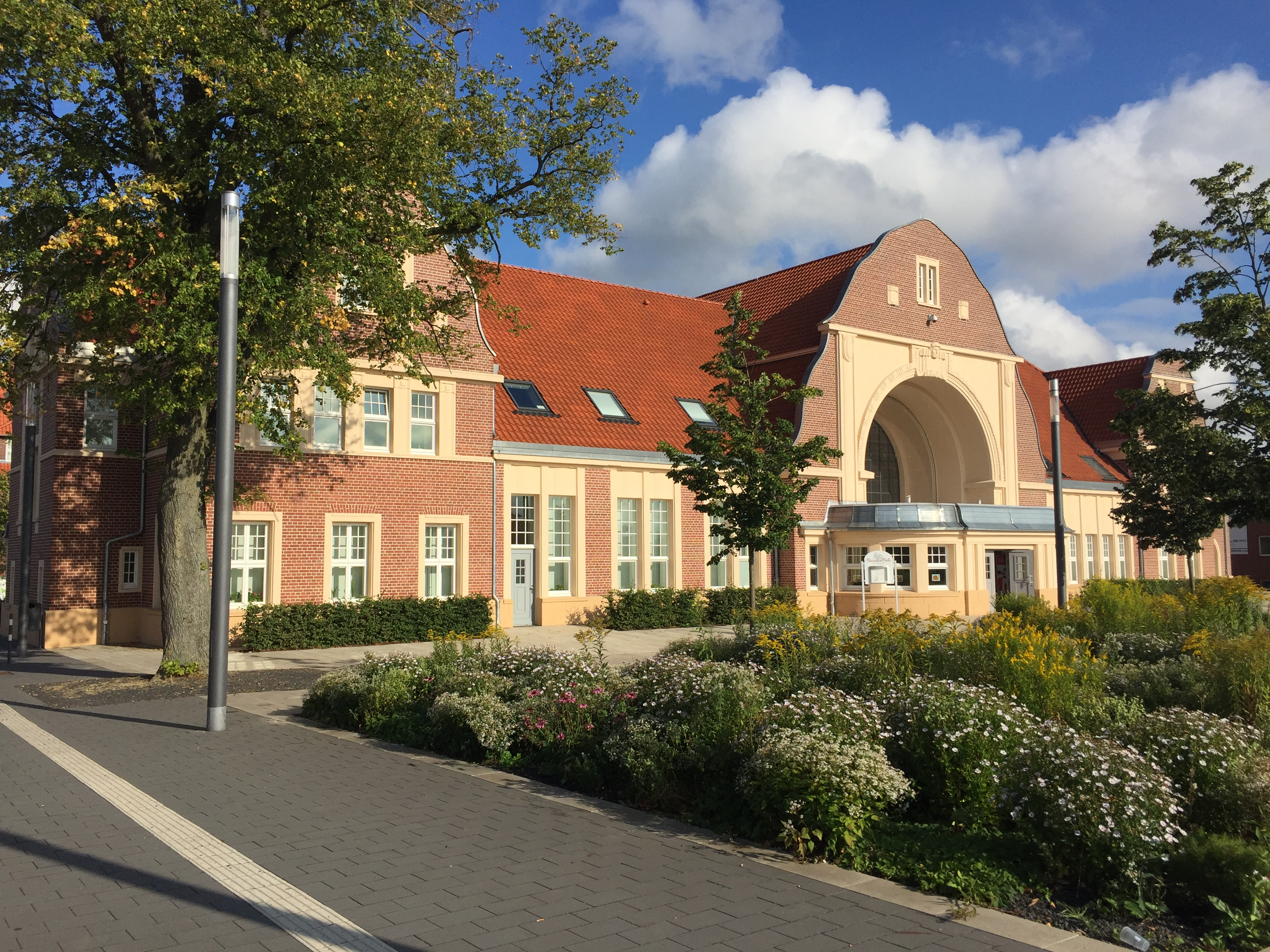
Rückseite des Bahnhofsgebäudes, 2016

Ein Bahnhofsgebäude gab es in Quakenbrück zunächst nicht. Anfänglich wurden die Fahrkarten in der Gastwirtschaft Imbusch (dem späteren Gasthof Gösling) ausgegeben, bis im November 1875 ein langgestreckter behelfsmäßiger Schuppen erstellt war, der die Funktion eines Bahnhofsgebäudes übernehmen musste. Bis spätestens 1879, zur Eröffnung der Strecke Quakenbrück–Rheine, sollte ein Neubau errichtet werden, doch zogen sich die Planungen immer mehr in die Länge. Es dauerte insgesamt 35 Jahre, bis die Strecke in Quakenbrück ein Bahnhofsgebäude erhielt. Selbst als der Oldenburgische Landtag als Ausführungsziel 1900/1901 vorgesehen hatte, war kein Fortschritt zu verzeichnen. 1906 hieß es sodann: „Da der Oldenburgische Landtag die Baumittel bewilligt hat, darf mit Sicherheit darauf gerechnet werden, dass im Jahre 1907 mit dem Bau begonnen wird.“
Der tatsächliche Baubeginn war 1908, nachdem einige andere Neubauten vorgezogen worden waren: 1904 war der Güterschuppen der Oldenburger Bahn abgebrannt, ein Neubau erfolgte 1905. Der bisherige dreiständige Ringlokschuppen der preußischen Bahn wurde 1901 durch einen vierständigen Lokschuppen mit vorgelegter Drehscheibe ersetzt. 1905 begannen Gleisumbauarbeiten für den Neubau der Gleisanlagen des Bahnhofs.
Schließlich war der Beschluss der Großherzoglich Oldenburgischen Eisenbahndirektion zur Errichtung eines Empfangsgebäudes eingetroffen. Nach Erwerb der erforderlichen Grundstücke wurde mit dem Bau nach einem Entwurf des Architekten Köhler aus Oldenburg begonnen. Die Oberleitung lag in den Händen von Oberbauinspektor Küttner, ebenfalls aus Oldenburg, die örtliche Ausführung wurde von Bahnmeister Krück besorgt.
In der Ausgabe des Artländer Anzeigers vom 15. Dezember 1908 wurde die Ausschreibung der Arbeiten für den Bahnhofsneubau abgedruckt. Der Kostenvoranschlag für alle Um- und Neubauten belief sich auf 744.000 Mark. Der Baubeginn war für das zeitige 1909 geplant. Ein strenger Winter verzögerte die Arbeiten indes erheblich, desgleichen das „sehr sumpfige, stellenweise morastige Terrain“.
Das Bahnhofsgebäude ruht auf einer Betonsohle, die zwischen alten Eisenbahnschienen hergestellt ist. Der 50 Meter lange Tunnel unter den Gleisen – für damalige Verhältnisse eine Sensation – bereitete wegen des hohen Grundwasserstandes erhebliche Schwierigkeiten. Am 9. November 1909 waren Rohbau und Tunnel fertig gestellt.
Gleichzeitig mit dem Bahnhofsneubau entstanden ein Stellwerk, ein stolzer Wasserturm, dessen Hochbehälter 200 m³ Wasser aufnehmen konnte, eine Viehrampe und ein Übernachtungsgebäude. Die übrigen Stellwerke wurden 1911 in Betrieb genommen. Alle drei Stellwerke wurden gegen Ende des Zweiten Weltkrieges gesprengt, in der Nachkriegszeit indes durch Neubauten ersetzt.
Am 2. Juli 1910 wurde „der neue Staatsbahnhof zu Quakenbrück“ in Anwesenheit zahlreicher Gäste und einiger namhafter Persönlichkeiten, wie der ehemalige Staatsminister Ernst Freiherr von Hammerstein oder Reichstagsabgeordneter Otto Hugo, feierlich eingeweiht. Zur Unterscheidung vom Bahnhof der Kleinbahn Lingen–Berge–Quakenbrück wurde er „Hauptbahnhof“ genannt. Die Gesamtkosten des Bauvorhabens betrugen nach einem Bericht des Artländer Anzeigers 960.000 Mark, wovon 95.000 Mark auf das Empfangsgebäude entfielen.
Im Zweiten Weltkrieg wurde das Bahnhofsgebäude mehrere Male Ziel feindlicher Luftangriffe. Zwar erhielten die Gleisanlagen wiederholt Treffer, das Gebäude selbst blieb unversehrt erhalten.
Bis 2014 verfiel das Empfangsgebäude zusehends, ehe es im Sommer 2014 komplett saniert und zu einem Bürohaus umgestaltet wurde. Für die Fahrgäste wurden auch weiterhin Wartesäle beibehalten.

## Verkehrsanbindung

### Zugverkehr
Der Bahnhof wird im Stundentakt von der NordWestBahn bedient:
| Linie                    | Strecke | Taktfrequenz               |
| ------------------------ | --- | -------------------------- |
| RE 18                    | Wilhelmshaven – Oldenburg – Cloppenburg – Essen – Quakenbrück – Bramsche – Osnabrück (werktags HVZ-Verstärkerzüge zwischen Osnabrück und Oldenburg) | 060 min 030 min in der HVZ |
| Stand: 12. Dezember 2021 | |                            |

### Busverkehr
Der Bahnhof wird u. a. von drei Linien des Regionalbusverkehrs bedient, die in die umliegenden Dörfer fahren.